# Trichogaster lalius
Trichogaster lalius е вид лъчеперка от семейство Osphronemidae.

## Разпространение
Видът е разпространен в Бангладеш, Индия (Аруначал Прадеш, Асам, Бихар, Западна Бенгалия, Манипур, Утар Прадеш и Утаракханд), Непал и Пакистан.